# Звід пам'яток історії та культури України: Полтавська область. Пирятинський район
Звід пам'яток історії та культури України: Полтавська область. Пирятинський район — видання у серії публікацій «Звід пам'яток історії та культури України: Полтавська область», про багатство культурно-історичної спадщини, а також про природоохоронні об'єкти, що знаходяться на території Пирятинського району Полтавської області.
Увійшло 339 статей, з яких
- 194 присвячені пам'яткам археології,
- 117 — історії,
- 3 — пам'ятки мистецтва,
- 5 — архітектури,
- 1 — пам'ятці техніки,
- 21 — природоохоронним об'єктам.

Частина з них — комплексні, тобто одночасно є пам'ятками археології та історії, історії та техніки та інше.
| № пп | Населений пункт    | Назва об'єкту | Тип 1       | Тип 2                   | Тип 3       |
| ---- | ------------------ | --- | ----------- | ----------------------- | ----------- |
| 1    | Пирятин, м.        | Дуб черешчатий — ботанічна пам’ятка природи місцевого значення (природа) | природа     |                         | дуби        |
| 2    | Пирятин, м.        | «Острів Масальський», лісопарк — ботанічна пам’ятка природи місцевого значення(природа)                                                                                           | природа     |                         |             |
| 3    | Пирятин, м.        | «Пирятинський» національний природний парк (природа) | природа     |                         |             |
| 4    | Пирятин, м.        | Археологічний комплекс: Городище, поселення, ґрунтовий могильник. Ранній залізний вік, середньовіччя (археол.)                                                                    | археологія  |                         |             |
| 5    | Пирятин, м.        | Поселення І, епоха бронзи (археол.) | археологія  |                         |             |
| 6    | Пирятин, м.        | Поселення II, ранній залізний вік, середньовіччя (археол., іст.) | археологія  | історія                 |             |
| 7    | Пирятин, м.        | Курганний могильник (археол.) | археологія  |                         | курган      |
| 8    | Пирятин, м.        | Курган І (археол.) | археологія  |                         | курган      |
| 9    | Пирятин, м.        | Курган II (археол.) | археологія  |                         | курган      |
| 10   | Пирятин, м.        | Курган III (археол.) | археологія  |                         | курган      |
| 11   | Пирятин, м.        | Башта водонапірна (1952) (іст.) | історія     | архітектура             |             |
| 12   | Пирятин, м.        | Братська могила радянських військовополонених (1941, 1956) (іст.) | історія     |                         | (1941—1945) |
| 13   | Пирятин, м.        | Братська могила радянських воїнів (1943—1944) (іст.) | історія     |                         | (1941—1945) |
| 14   | Пирятин, м.        | Братська могила німецьких воїнів (1918) (іст.) | історія     |                         | (1918—1921) |
| 15   | Пирятин, м.        | Братська могила німецьких воїнів (1918) (іст.) | історія     |                         | (1918—1921) |
| 16   | Пирятин, м.        | Будинок Пирятинського повітового земства (1890) (іст.) | історія     | архітектура             |             |
| 17   | Пирятин, м.        | Будинок пошти, на якому встановлено пам’ятні дошки на честь родини Мокрицьких та ученого, поета Андрузького Георгія Львовича (2009) (іст.)                                        | історія     |                         |             |
| 18   | Пирятин, м.        | Будинок, у якому жив і працював Возний Григорій Феофанович Герой Соціалістичної Праці (1962) (іст.)                                                                               | історія     |                         |             |
| 19   | Пирятин, м.        | Будинок в якому жив Хітрін Олексій Васильович, архітектор (1916) (іст.) | історія     |                         |             |
| 20   | Пирятин, м.        | Будинок школи, в якій навчався Свинарь Володимир Іванович учасник бойових дій в Афганістані (1914, 1988) (іст.)                                                                   | історія     |                         |             |
| 21   | Пирятин, м.        | Будинок школи, в якій навчалися Герасименко Костянтин Михайлович український поет, та Перетятько Олександр Андрійович учасник бойових дій в Афганістані (1914, 1967, 1988) (іст.) | історія     |                         |             |
| 22   | Пирятин, м.        | Гімназії жіночої будинок (1914) (іст.) | історія     | архітектура             |             |
| 23   | Пирятин, м.        | Гімназії чоловічої будинок (1912) (іст.) | історія     | архітектура             |             |
| 24   | Пирятин, м.        | Залізничного вокзалу будинок (1913) (іст.) | історія     | архітектура             |             |
| 25   | Пирятин, м.        | Меморіальна дошка на честь Святогора Анатолія Андрійовича (2008) (іст.) | історія     |                         |             |
| 26   | Пирятин, м.        | Меморіальний комплекс пам’яток періоду громадянської та Великої Вітчизняної воєн (1919—1920, 1941—1943, 1978, 2001) (іст.)                                                        | історія     |                         | (1941—1945) |
| 27   | Пирятин, м.        | Могила Возного Григорія Феофановича Героя Соціалістичної Праці (1991) (іст.) | історія     |                         | могила      |
| 28   | Пирятин, м.        | Могила Кулинича Володимира Григоровича (1966) (іст.) | історія     |                         | могила      |
| 29   | Пирятин, м.        | Могила Свинаря Володимира Івановича учасника бойових дій в Афганістані (1984) (іст.)                                                                                              | історія     |                         | могила      |
| 30   | Пирятин, м.        | Пам’ятна дошка на честь Григоровича Василя Івановича та Мокрицького Аполлона Миколайовича (2009) (іст.)                                                                           | історія     |                         |             |
| 31   | Пирятин, м.        | Пам’ятна дошка на честь 237-ї і 309-ї Пирятинських стрілецьких дивізій (1967, 2009) (іст.)                                                                                        | історія     |                         |             |
| 32   | Пирятин, м.        | Пам’ятна дошка на честь Цибаня Петра Федоровича Героя Радянського Союзу (1976) (іст.)                                                                                             | історія     |                         |             |
| 33   | Пирятин, м.        | Пам’ятне місце перебування штабу 117-ї стрілецької дивізії у вересні 1941 р. (іст.)                                                                                               | історія     |                         | (1941—1945) |
| 34   | Пирятин, м.        | Пам’ятний знак воїнам, учасникам бойових дій в Афганістані (іст.) | історія     |                         |             |
| 35   | Пирятин, м.        | Пам’ятний знак жертвам Голодомору 1932—1933 (іст.) | історія     |                         | (1932—1933) |
| 36   | Пирятин, м.        | Пам’ятний знак на честь Героїв Радянського Союзу Пирятинщини (1995) (іст.) | історія     |                         |             |
| 37   | Пирятин, м.        | Пам’ятний знак на честь проведення операції «Френтік» (1994) (іст.) | історія     |                         | (1941—1945) |
| 38   | Пирятин, м.        | Пам’ятний знак на честь учасників ліквідації аварії на Чорнобильській атомній електростанції (2008) (іст.)                                                                        | історія     |                         | ЧАЕС        |
| 39   | Пирятин, м.        | Пам’ятний знак Пирятинській МТС Трактор «Універсал» (1967, 1976) (іст. техніка)                                                                                                   | історія     | техніка                 |             |
| 40   | Пирятин, м.        | Пам’ятник Марксу Карлу (1982) (іст.) | історія     |                         | (1917—1990) |
| 41   | Пирятин, м.        | Пам’ятник Ремеслу Василю Миколайовичу двічі Герою Соціалістичної Праці (1982) (мист.)                                                                                             | мистецтво   |                         |             |
| 42   | Пирятин, м.        | Пам’ятник Ульянову (Леніну) Володимиру Іллічу 1974 (іст.) | історія     |                         | ленін       |
| 43   | Пирятин, м.        | Пам’ятник Ульянову (Леніну) Володимиру Іллічу (1960) (іст.) | історія     |                         | ленін       |
| 44   | Пирятин, м.        | Пам’ятник Шевченку Тарасу Григоровичу (1993) (мист.) | мистецтво   |                         | Шевченко    |
| 45   | Пирятин, м.        | Різдва Пресвятої Богородиці собор (архітектура) | архітектура |                         | церква      |
| 46   | Архемівка, с.      | Поселення, епоха бронзи, ранній залізний вік, пізнє середньовіччя (археол.) | археологія  |                         |             |
| 47   | Архемівка, с.      | Курганний могильник (археол.) | археологія  |                         | курган      |
| 48   | Архемівка, с.      | Курган (археол.) | археологія  |                         | курган      |
| 49   | Березова Рудка, с. | Березоворудський гідрологічний заказник місцевого значення (природа) | природа     |                         |             |
| 50   | Березова Рудка, с. | Парк — ботанічна пам’ятка природи місцевого значення (природа) | природа     |                         |             |
| 51   | Березова Рудка, с. | Археологічний комплекс: Селище І, курганний могильник І, давньоруський час (археол.)                                                                                              | археологія  |                         |             |
| 52   | Березова Рудка, с. | Поселення І, епоха бронзи, ранній залізний вік (археол.) | археологія  |                         |             |
| 53   | Березова Рудка, с. | Поселення II, епоха бронзи, ранній залізний вік, пізнє середньовіччя (археол.) | археологія  |                         |             |
| 54   | Березова Рудка, с. | Поселення III, неоліт, енеоліт, епоха бронзи, ранній залізний вік, ранньослов’янський час, пізнє середньовіччя (археол.)                                                          | археологія  |                         |             |
| 55   | Березова Рудка, с. | Поселення IV, неоліт, енеоліт, епоха бронзи, ранній залізний вік, пізнє середньовіччя (археол.)                                                                                   | археологія  |                         |             |
| 56   | Березова Рудка, с. | Курганний могильник II (археол.) | археологія  |                         | курган      |
| 57   | Березова Рудка, с. | Курганний могильник III (археол.) | археологія  |                         | курган      |
| 58   | Березова Рудка, с. | Курганний могильник IV (археол.) | археологія  |                         | курган      |
| 59   | Березова Рудка, с. | Курган І (археол.) | археологія  |                         | курган      |
| 60   | Березова Рудка, с. | Курган II (археол.) | археологія  |                         | курган      |
| 61   | Березова Рудка, с. | Курган III (археол.) | археологія  |                         | курган      |
| 62   | Березова Рудка, с. | Курган IV (археол.) | археологія  |                         | курган      |
| 63   | Березова Рудка, с. | Курган V (археол.) | археологія  |                         | курган      |
| 64   | Березова Рудка, с. | Курган VI (археол.) | археологія  |                         | курган      |
| 65   | Березова Рудка, с. | Курган VII (археол.) | археологія  |                         | курган      |
| 66   | Березова Рудка, с. | Курган VIII (археол.) | археологія  |                         | курган      |
| 67   | Березова Рудка, с. | Братська могила радянських військовополонених, мирних жителів (1942) (іст.) | історія     |                         | (1941—1945) |
| 68   | Березова Рудка, с. | Братська могила радянських воїнів (1941, 1943), пам’ятний знак полеглим землякам (1957) (іст.)                                                                                    | історія     |                         | (1941—1945) |
| 69   | Березова Рудка, с. | Земської школи будинок (1915) (іст.) | історія     | архітектура             |             |
| 70   | Березова Рудка, с. | Могила радянського воїна (1943) (іст.) | історія     |                         | (1941—1945) |
| 71   | Березова Рудка, с. | Пам’ятний знак жертвам Голодомору 1932—1933 pp. (іст.) | історія     |                         | (1932—1933) |
| 72   | Березова Рудка, с. | Пам’ятник Ульянову (Леніну) Володимиру Іллічу (1987) (іст.) | історія     |                         | ленін       |
| 73   | Березова Рудка, с. | Пам’ятник Шевченку Тарасу Григоровичу (2001) (мист.) | мистецтво   |                         | Шевченко    |
| 74   | Березова Рудка, с. | Садиба Закревських | архітектура |                         | садиба      |
| 75   | Білоцерківці, с.   | Поселення І, ранній залізний вік (археол.) | археологія  |                         |             |
| 76   | Білоцерківці, с.   | Поселення II, ранній залізний вік (археол.) | археологія  |                         |             |
| 77   | Білоцерківці, с.   | Курганний могильник І (археол.) | археологія  |                         | курган      |
| 78   | Білоцерківці, с.   | Курганний могильник II (археол.) | археологія  |                         | курган      |
| 79   | Білоцерківці, с.   | Курганний могильник III (археол.) | археологія  |                         | курган      |
| 80   | Білоцерківці, с.   | Курганний могильник IV (археол.) | археологія  |                         | курган      |
| 81   | Білоцерківці, с.   | Курганний могильник V (археол.) | археологія  |                         | курган      |
| 82   | Білоцерківці, с.   | Курганний могильник VI (археол.) | археологія  |                         | курган      |
| 83   | Білоцерківці, с.   | Курган І (археол.) | археологія  |                         | курган      |
| 84   | Білоцерківці, с.   | Курган II (археол.) | археологія  |                         | курган      |
| 85   | Білоцерківці, с.   | Курган III (археол.) | археологія  |                         | курган      |
| 86   | Білоцерківці, с.   | Курган IV (археол.) | археологія  |                         | курган      |
| 87   | Білоцерківці, с.   | Група могил (3) радянських воїнів (1941) (іст.) | історія     |                         | (1941—1945) |
| 88   | Білоцерківці, с.   | Пам’ятний знак жертвам Голодомору 1932—1933 pp. (іст.) | історія     |                         | (1932—1933) |
| 89   | Білоцерківці, с.   | Пам’ятний знак полеглим землякам (1966) (іст.) | історія     |                         | (1941—1945) |
| 90   | Білоцерківці, с.   | Пам’ятник Марксу Карлу (1967) (іст.) | історія     |                         | (1917—1990) |
| 91   | Білоцерківці, с.   | Церква в ім’я св. Георгія Переможця (Георгіївська церква) (архітектура) | архітектура |                         | церква      |
| 92   | Білоцерківці, с.   | Будинок земської школи (1912) (архітектура) | архітектура |                         |             |
| 93   | Велика Круча, с.   | Великокручанський гідрологічний заказник місцевого значення (природа) | природа     |                         |             |
| 94   | Велика Круча, с.   | Поселення, ранній залізний вік, пізнє (археол.) | археологія  |                         |             |
| 95   | Велика Круча, с.   | Селище І, давньоруський час (археол.) | археологія  |                         |             |
| 96   | Велика Круча, с.   | Селище II, ранній залізний вік, раннє середньовіччя (археол.) | археологія  |                         |             |
| 97   | Велика Круча, с.   | Стоянка, неоліт (археол.) | археологія  |                         |             |
| 98   | Велика Круча, с.   | Курганний могильник І (археол.) | археологія  |                         | курган      |
| 99   | Велика Круча, с.   | Курганний могильник II (археол.) | археологія  |                         | курган      |
| 100  | Велика Круча, с.   | Курганний могильник III (археол.) | археологія  |                         | курган      |
| 101  | Велика Круча, с.   | Курганний могильник IV (археол.) | археологія  |                         | курган      |
| 102  | Велика Круча, с.   | Курганний могильник V (археол.) | археологія  |                         | курган      |
| 103  | Велика Круча, с.   | Курганний могильник VI (археол.) | археологія  |                         | курган      |
| 104  | Велика Круча, с.   | Курганний могильник VII (археол.) | археологія  |                         | курган      |
| 105  | Велика Круча, с.   | Курганний могильник VIII, (археол.) розвинуте середньовіччя | археологія  |                         | курган      |
| 106  | Велика Круча, с.   | Курган І (археол.) | археологія  |                         | курган      |
| 107  | Велика Круча, с.   | Курган II (археол.) | археологія  |                         | курган      |
| 108  | Велика Круча, с.   | Курган III (археол.) | археологія  |                         | курган      |
| 109  | Велика Круча, с.   | Курган IV (археол.) | археологія  |                         | курган      |
| 110  | Велика Круча, с.   | Курган V (археол.) | археологія  | розвинуте середньовіччя | курган      |
| 111  | Велика Круча, с.   | Братська могила радянських воїнів (1941) (іст.) | історія     |                         | (1941—1945) |
| 112  | Велика Круча, с.   | Братські могили (2) радянських воїнів (1941, 1943), пам’ятний знак полеглим землякам (1957) (іст.)                                                                                | історія     |                         | (1941—1945) |
| 113  | Велика Круча, с.   | Пам’ятний знак жертвам Голодомору 1932—1933 pp. (іст.) | історія     |                         | (1932—1933) |
| 114  | Велика Круча, с.   | Пам’ятний знак на честь Боголюбова Миколи Миколайовича (2009) (іст.) | історія     |                         |             |
| 115  | Верхоярівка, с.    | Поселення, ранній залізний вік (археол.) | археологія  |                         |             |
| 116  | Верхоярівка, с.    | Курган (археол.) | археологія  |                         | курган      |
| 117  | Верхоярівка, с.    | Братська могила радянських воїнів 1941, пам’ятний знак полеглим землякам (1956) (іст.)                                                                                            | історія     |                         | (1941—1945) |
| 118  | Вечірки, с.        | Поселення І, ранній залізний вік, пізнєсередньовіччя ПОСЕЛЕННЯ (археол.) | археологія  |                         |             |
| 119  | Вечірки, с.        | Поселення II, епоха бронзи, пізнє середньовіччя (археол.) | археологія  |                         |             |
| 120  | Вечірки, с.        | Поселення III, епоха бронзи, пізнє середньовіччя (археол.) | археологія  |                         |             |
| 121  | Вечірки, с.        | Курганний могильник (археол.) | археологія  |                         | курган      |
| 122  | Вечірки, с.        | Курган І (археол.) | археологія  |                         | курган      |
| 123  | Вечірки, с.        | Курган II (археол.) | археологія  |                         | курган      |
| 124  | Вечірки, с.        | Курган III (археол.) | археологія  |                         | курган      |
| 125  | Вечірки, с.        | Курган IV (археол.) | археологія  |                         | курган      |
| 126  | Вечірки, с.        | Братська могила військовополонених (1941), жертв нацизму, пам’ятний знак полеглим землякам (1957) (іст.)                                                                          | історія     |                         | (1941—1945) |
| 127  | Вечірки, с.        | Церква Успіння Пресвятої Богородиці (Успенська церква) (архітектура) | архітектура |                         | церква      |
| 128  | Високе, с.         | Поселення, ранній залізний вік (археол.) | археологія  |                         |             |
| 129  | Високе, с.         | Курган І (археол.) | археологія  |                         | курган      |
| 130  | Високе, с.         | Курган II (археол.) | археологія  |                         | курган      |
| 131  | Вишневе, с.        | Курганний могильник І (археол.) | археологія  |                         | курган      |
| 132  | Вишневе, с.        | Курганний могильник II (археол.) | археологія  |                         | курган      |
| 133  | Вишневе, с.        | Курганний могильник III (археол.) | археологія  |                         | курган      |
| 134  | Вишневе, с.        | Курган І (археол.) | археологія  |                         | курган      |
| 135  | Вишневе, с.        | Братська могила радянських воїнів 1941, пам’ятний знак полеглим землякам (1957) (іст.)                                                                                            | історія     |                         | (1941—1945) |
| 136  | Вишневе, с.        | Пам’ятний знак жертвам Голодомору 1932—1933 рр. (іст.) | історія     |                         | (1932—1933) |
| 137  | Вікторія, с.       | Курганний могильник І (археол.) | археологія  |                         | курган      |
| 138  | Вікторія, с.       | Курганний могильник II (археол.) | археологія  |                         | курган      |
| 139  | Вікторія, с.       | Курган І (археол.) | археологія  |                         | курган      |
| 140  | Вікторія, с.       | Курган II (археол.) | археологія  |                         | курган      |
| 141  | Вікторія, с.       | Курган III (археол.) | археологія  |                         | курган      |
| 142  | Вікторія, с.       | Могила Виноградова В. Б. (1943), пам’ятний знак полеглим землякам (1957) (іст.)                                                                                                   | історія     |                         | (1941—1945) |
| 143  | Вікторія, с.       | Меморіальна дошка на честь Бабака Олега Яковича Героя Радянського Союзу (1994) (іст.)                                                                                             | історія     |                         |             |
| 144  | Вікторія, с.       | Могила Бабака Олега Яковича Героя Радянського Союзу (1991) (іст.) | історія     |                         | могила      |
| 145  | Вікторія, с.       | Пам’ятний знак жертвам Голодомору 1932—1933 рр. (іст.) | історія     |                         | (1932—1933) |
| 146  | Вікторія, с.       | Школи початкової будинок (1914) (іст.) | історія     | архітектура             |             |
| 147  | Грабарівка, с.     | Городище, давньоруський час (археол.) | археологія  |                         |             |
| 148  | Грабарівка, с.     | Поселення, ранній залізний вік (археол.) | археологія  |                         |             |
| 149  | Грабарівка, с.     | Курганний могильник І (археол.) | археологія  |                         | курган      |
| 150  | Грабарівка, с.     | Курганний могильник II (археол.) | археологія  |                         | курган      |
| 151  | Грабарівка, с.     | Курганний могильник III (археол.) | археологія  |                         | курган      |
| 152  | Грабарівка, с.     | Курганний могильник IV (археол.) | археологія  |                         | курган      |
| 153  | Грабарівка, с.     | Братська могила радянської активістки (1929), радянських воїнів (1941), пам’ятний знак полеглим землякам (1957) (іст.)                                                            | історія     |                         | (1941—1945) |
| 154  | Грабарівка, с.     | Могили жертв Голодомору 1932—1933 рр. (іст.) | історія     |                         | (1932—1933) |
| 155  | Грабарівка, с.     | Пам’ятна дошка на честь Героя Радянського Союзу Пляшечника Якова Івановича 1976 (іст.)                                                                                            | історія     |                         |             |
| 156  | Гурбинці, с.       | Гурбинський гідрологічний заказник місцевого значення (природа) | природа     |                         |             |
| 157  | Гурбинці, с.       | Селище І, давньоруський час (археол.) | археологія  |                         |             |
| 158  | Гурбинці, с.       | Селище II, давньоруський час (археол.) | археологія  |                         |             |
| 159  | Гурбинці, с.       | Курган (археол.) | археологія  |                         | курган      |
| 160  | Гурбинці, с.       | Братська могила радянських воїнів (1941), пам’ятний знак полеглим землякам (1957) (іст.)                                                                                          | історія     |                         | (1941—1945) |
| 161  | Гурбинці, с.       | Пам’ятний знак жертвам Голодомору 1932—1933 рр. (іст.) | історія     |                         | (1932—1933) |
| 162  | Давидівка, с.      | Давидівський гідрологічний заказник місцевого значення (природа) | природа     |                         |             |
| 163  | Давидівка, с.      | Поселення І, ранній залізний вік (археол.) | археологія  |                         |             |
| 164  | Давидівка, с.      | Поселення II, ранній залізний вік (археол.) | археологія  |                         |             |
| 165  | Давидівка, с.      | Курганний могильник І (археол.) | археологія  |                         | курган      |
| 166  | Давидівка, с.      | Курганний могильник II (археол.) | археологія  |                         | курган      |
| 167  | Давидівка, с.      | Курганний могильник III (археол.) | археологія  |                         | курган      |
| 168  | Давидівка, с.      | Курганний могильник IV (археол.) | археологія  |                         | курган      |
| 169  | Давидівка, с.      | Курганний могильник V (археол.) | археологія  |                         | курган      |
| 170  | Давидівка, с.      | Курганний могильник VI (археол.) | археологія  |                         | курган      |
| 171  | Давидівка, с.      | Курганний могильник VII (археол.) | археологія  |                         | курган      |
| 172  | Давидівка, с.      | Курган І (археол.) | археологія  |                         | курган      |
| 173  | Давидівка, с.      | Курган II (археол.) | археологія  |                         | курган      |
| 174  | Давидівка, с.      | Курган III (археол.) | археологія  |                         | курган      |
| 175  | Давидівка, с.      | Курган IV (археол.) | археологія  |                         | курган      |
| 176  | Давидівка, с.      | Курган V (археол.) | археологія  |                         | курган      |
| 177  | Давидівка, с.      | Курган VI (археол.) | археологія  |                         | курган      |
| 178  | Давидівка, с.      | Братська могила радянських воїнів (1943), пам’ятний знак полеглим землякам (1957) (іст.)                                                                                          | історія     |                         | (1941—1945) |
| 179  | Давидівка, с.      | Пам’ятний знак жертвам Голодомору 1932—1933 рр. (іст.) | історія     |                         | (1932—1933) |
| 180  | Давидівка, с.      | Пам’ятник Кострікову (Кірову) Сергію Мироновичу (1967) (іст.) | історія     |                         |             |
| 181  | Дейманівка, с.     | Дейманівський ландшафтний заказник загальнодержавного значення (природа) | природа     |                         |             |
| 182  | Дейманівка, с.     | Куквин — заповідне урочище місцевого значення (природа) | природа     |                         |             |
| 183  | Дейманівка, с.     | Поселення І, епоха бронзи (археол.) | археологія  |                         |             |
| 184  | Дейманівка, с.     | Поселення II, ранній залізний вік (археол.) | археологія  |                         |             |
| 185  | Дейманівка, с.     | Селище, давньоруський час (археол.) | археологія  |                         |             |
| 186  | Дейманівка, с.     | Стоянка, неоліт (археол.) | археологія  |                         |             |
| 187  | Дейманівка, с.     | Братська могила радянських воїнів (1941, 1943), пам’ятний знак полеглим землякам (1957) (іст.)                                                                                    | історія     |                         | (1941—1945) |
| 188  | Дейманівка, с.     | Могила Наглого Марка Івановича Героя Соціалістичної Праці (1970) (іст.) | історія     |                         | могила      |
| 189  | Дейманівка, с.     | Пам’ятний знак жертвам Голодомору 1932—1933 рр. (іст.) | історія     |                         | (1932—1933) |
| 190  | Замостище, с.      | Поселення, ранній залізний вік (археол.) | археологія  |                         |             |
| 191  | Замостище, с.      | Курганний могильник І, епоха бронзи, ранній залізний вік (археол.) | археологія  |                         | курган      |
| 192  | Замостище, с.      | Курганний могильник II (археол.) | археологія  |                         | курган      |
| 193  | Ївженки, с.        | Курган (археол.) | археологія  |                         | курган      |
| 194  | Калинів Міст, с.   | Поселення, епоха бронзи, ранній залізний вік (археол.) | археологія  |                         |             |
| 195  | Калинів Міст, с.   | Курган І (археол.) | археологія  |                         | курган      |
| 196  | Калинів Міст, с.   | Курган II (археол.) | археологія  |                         | курган      |
| 197  | Калинів Міст, с.   | Могила радянського воїна, (1941) (іст.) | історія     |                         | (1941—1945) |
| 198  | Каплинці, с.       | Городище, ранній залізний вік (археол.) | археологія  |                         |             |
| 199  | Каплинці, с.       | Курганний могильник, епоха бронзи, ранній залізний вік (археол.) | археологія  |                         | курган      |
| 200  | Каплинці, с.       | Курган І (археол.) | археологія  |                         | курган      |
| 201  | Каплинці, с.       | Курган II (археол.) | археологія  |                         | курган      |
| 202  | Каплинці, с.       | Братська могила радянських воїнів (1941, 1943), пам’ятний знак полеглим землякам (1957) (іст.)                                                                                    | історія     |                         | (1941—1945) |
| 203  | Каплинці, с.       | Пам’ятний знак жертвам Голодомору 1932—1933 рр. (іст.) | історія     |                         | (1932—1933) |
| 204  | Каплинці, с.       | Училища земського будинок (1910) (іст.) | історія     | архітектура             |             |
| 205  | Кейбалівка, с.     | Братська могила радянських воїнів (1941), пам’ятний знак полеглим землякам (1957) (іст.)                                                                                          | історія     |                         | (1941—1945) |
| 206  | Кейбалівка, с.     | Могили жертв Голодомору 1932—1933 рр. (іст.) | історія     |                         | (1932—1933) |
| 207  | Кроти, с.          | Археологічний комплекс: Селище, курганний могильник; давньоруський час (археол.)                                                                                                  | археологія  |                         |             |
| 208  | Кроти, с.          | Поселення, ранній залізний вік (археол.) | археологія  |                         |             |
| 209  | Кроти, с.          | Курган (археол.) | археологія  |                         | курган      |
| 210  | Кроти, с.          | Братська могила радянських воїнів (1941), пам’ятний знак полеглим землякам (1964) (іст.)                                                                                          | історія     |                         | (1941—1945) |
| 211  | Кроти, с.          | Пам’ятний знак жертвам Голодомору 1932—1933 рр. (іст.) | історія     |                         | (1932—1933) |
| 212  | Крячківка, с.      | Поселення, ранній залізний вік (археол.) | археологія  |                         |             |
| 213  | Крячківка, с.      | Курган І (археол.) | археологія  |                         | курган      |
| 214  | Крячківка, с.      | Курган II (археол.) | археологія  |                         | курган      |
| 215  | Крячківка, с.      | Курган III «Лисакова могила» (археол.) | археологія  |                         | курган      |
| 216  | Крячківка, с.      | Курган IV «Товста (Тараканова) могила», ранній залізний вік (археол.) | археологія  |                         | курган      |
| 217  | Крячківка, с.      | Братська могила радянських воїнів 1941, пам’ятний знак полеглим землякам (1956) (іст.)                                                                                            | історія     |                         | (1941—1945) |
| 218  | Крячківка, с.      | Маєток родини Липських (іст.) | історія     | архітектура             | садиба      |
| 219  | Крячківка, с.      | Могила Липського Олександра Лукича, професора медицини (іст.) | історія     |                         | могила      |
| 220  | Крячківка, с.      | Могила радянського воїна (1941) (іст.) | історія     |                         | (1941—1945) |
| 221  | Крячківка, с.      | Пам’ятна дошка на честь Вовка Федора Кіндратовича (2008) (іст.) | історія     |                         |             |
| 222  | Крячківка, с.      | Пам’ятний знак жертвам Голодомору 1932—1933 рр. (іст.) | історія     |                         | (1932—1933) |
| 223  | Крячківка, с.      | Пам’ятник Пешкову Олексію Максимовичу (Максиму Горькому) (1967) (іст.) | історія     |                         |             |
| 224  | Леляки, с.         | Леляківський загальнозоологічний заказник місцевого значення (природа) | природа     |                         |             |
| 225  | Леляки, с.         | Старий шлях — комплексна пам’ятка природи місцевого значення (природа) | природа     |                         |             |
| 226  | Леляки, с.         | Братська могила радянських воїнів (1941), пам’ятний знак полеглим землякам (1957) (іст.)                                                                                          | історія     |                         | (1941—1945) |
| 227  | Леляки, с.         | Могила жертви нацизму Лисенка Івана (1941—1943) (іст.) | історія     |                         | (1941—1945) |
| 228  | Леляки, с.         | Пам’ятний знак жертвам Голодомору 1932—1933 рр. (іст.) | історія     |                         | (1932—1933) |
| 229  | Мала Круча, с.     | Поселення І, ранній залізний вік (археол.) | археологія  |                         |             |
| 230  | Мала Круча, с.     | Поселення II, ранній залізний вік, раннє серседньовіччя (археол.) | археологія  |                         |             |
| 231  | Малютинці, с.      | Гришківка — ентомологічний заказник місцевого значення (природа) | природа     |                         |             |
| 232  | Малютинці, с.      | Курганний могильник І (археол.) | археологія  |                         | курган      |
| 233  | Малютинці, с.      | Курганний могильник II (археол.) | археологія  |                         | курган      |
| 234  | Малютинці, с.      | Курган І (археол.) | археологія  |                         | курган      |
| 235  | Малютинці, с.      | Курган II (археол.) | археологія  |                         | курган      |
| 236  | Малютинці, с.      | Братська могила радянських воїнів (1941), пам’ятний знак полеглим землякам (1957) (іст.)                                                                                          | історія     |                         | (1941—1945) |
| 237  | Малютинці, с.      | Пам’ятний знак жертвам Голодомору 1932—1933 рр. (іст.) | історія     |                         | (1932—1933) |
| 238  | Мар’їнське, с.     | Курганний могильник І (археол.) | археологія  |                         | курган      |
| 239  | Мар’їнське, с.     | Курганний могильник II (археол.) | археологія  |                         | курган      |
| 240  | Мар’їнське, с.     | Курганний могильник III (археол.) | археологія  |                         | курган      |
| 241  | Мар’їнське, с.     | Курганний могильник IV (археол.) | археологія  |                         | курган      |
| 242  | Мар’їнське, с.     | Курган І (археол.) | археологія  |                         | курган      |
| 243  | Мар’їнське, с.     | Курган II (археол.) | археологія  |                         | курган      |
| 244  | Мар’їнське, с.     | Курган III (археол.) | археологія  |                         | курган      |
| 245  | Меченки, с.        | Селище, давньоруський час (археол.) | археологія  |                         |             |
| 246  | Меченки, с.        | Курган (археол.) | археологія  |                         | курган      |
| 247  | Могилівщина, с.    | Курганний могильник І (археол.) | археологія  |                         | курган      |
| 248  | Могилівщина, с.    | Курганний могильник II (археол.) | археологія  |                         | курган      |
| 249  | Могилівщина, с.    | Курган І (археол.) | археологія  |                         | курган      |
| 250  | Олександрівка, с.  | Олександрівський дуб — ботанічна пам’ятка природи місцевого значення (природа) | природа     |                         |             |
| 251  | Олександрівка, с.  | Курганний могильник (археол.) | археологія  |                         | курган      |
| 252  | Олександрівка, с.  | Братська могила радянських воїнів (1941, 1943), військовополонених, жертв фашизму, пам’ятний знак полеглим землякам (1957) (іст.)                                                 | історія     |                         | (1941—1945) |
| 253  | Олександрівка, с.  | Пам’ятна дошка на честь Клименка Василя Юхимовича та Харченка Петра Павловича (2008) (іст.)                                                                                       | історія     |                         |             |
| 254  | Олександрівка, с.  | Пам’ятник Ульянову (Леніну) Володимиру Іллічу (1967) (іст.) | історія     |                         | ленін       |
| 255  | Першотравневе, с.  | Поселення І, епоха бронзи, пізнє середньовіччя (археол.) | археологія  |                         |             |
| 256  | Першотравневе, с.  | Поселення II, епоха бронзи, пізнє середньовіччя (археол.) | археологія  |                         |             |
| 257  | Першотравневе, с.  | Курган, (археол.) | археологія  |                         | курган      |
| 258  | Першотравневе, с.  | Братська могила радянських військовополонених (1941) (іст.) | історія     |                         | (1941—1945) |
| 259  | Повстин, с.        | Бурти — комплексна пам’ятка природи місцевого значення (природа) | природа     |                         |             |
| 260  | Повстин, с.        | Куквинський гідрологічний заказник загальнодержавного значення (природа) | природа     |                         |             |
| 261  | Повстин, с.        | Археологічний комплекс: Городище, поселення, селище, ґрунтовий могильник, епохп бронзи, ранній залізний вік, середньовіччя (археол.)                                              | археологія  |                         |             |
| 262  | Повстин, с.        | Курганний могильник І (археол.) | археологія  |                         | курган      |
| 263  | Повстин, с.        | Курганний могильник II (археол.) | археологія  |                         | курган      |
| 264  | Повстин, с.        | Курганний могильник III (археол.) | археологія  |                         | курган      |
| 265  | Повстин, с.        | Курган І (археол.) | археологія  |                         | курган      |
| 266  | Повстин, с.        | Курган II (археол.) | археологія  |                         | курган      |
| 267  | Повстин, с.        | Братська могила радянських воїнів (1941), пам’ятний знак полеглим землякам (1957) (іст.)                                                                                          | історія     |                         | (1941—1945) |
| 268  | Повстин, с.        | Пам’ятний знак жертвам Голодомору 1932—1933 рр. (іст.) | історія     |                         | (1932—1933) |
| 269  | Повстин, с.        | Церква в ім’я Архистратига Господнього Михаїла (Архистратигомихайлівська церква) (архітектура)                                                                                    | архітектура |                         | церква      |
| 270  | Прихідьки, с.      | Яри-Поруби — заповідне урочище місцевого значення (природа) | природа     |                         |             |
| 271  | Прихідьки, с.      | Курганний могильник І (археол.) | археологія  |                         | курган      |
| 272  | Прихідьки, с.      | Курганний могильник II (археол.) | археологія  |                         | курган      |
| 273  | Прихідьки, с.      | Курганний могильник III (археол.) | археологія  |                         | курган      |
| 274  | Прихідьки, с.      | Братська могила радянських воїнів (1941) (іст.) | історія     |                         | (1941—1945) |
| 275  | Прихідьки, с.      | Братська могила радянських воїнів та військовополонених (1941, 1942) (іст.) | історія     |                         | (1941—1945) |
| 276  | Прихідьки, с.      | Братські могили (2) радянських воїнів (1941, 1943), пам’ятний знак полеглим землякам (1956) (іст.)                                                                                | історія     |                         | (1941—1945) |
| 277  | Прихідьки, с.      | Пам’ятний знак жертвам Голодомору 1932—1933 рр. (іст.) | історія     |                         | (1932—1933) |
| 278  | Прихідьки, с.      | Пам’ятник Ульянову (Леніну) Володимиру Іллічу (1945) (іст.) | історія     |                         | ленін       |
| 279  | Рівне, с.          | Курганний могильник І (археол.) | археологія  |                         | курган      |
| 280  | Рівне, с.          | Курганний могильник II (археол.) | археологія  |                         | курган      |
| 281  | Рівне, с.          | Курганний могильник III (археол.) | археологія  |                         | курган      |
| 282  | Рівне, с.          | Курган І (археол.) | археологія  |                         | курган      |
| 283  | Рівне, с.          | Курган II (археол.) | археологія  |                         | курган      |
| 284  | Рівне, с.          | Курган III (археол.) | археологія  |                         | курган      |
| 285  | Рівне, с.          | Курган IV (археол.) | археологія  |                         | курган      |
| 286  | Рівне, с.          | Курган V (археол.) | археологія  |                         | курган      |
| 287  | Сасинівка, с.      | Сасинівський гідрологічний заказник місцевого значення (природа) | природа     |                         |             |
| 288  | Сасинівка, с.      | Поселення, ранній залізний вік (археол.) | археологія  |                         |             |
| 289  | Сасинівка, с.      | Курганний могильник І (археол.) | археологія  |                         | курган      |
| 290  | Сасинівка, с.      | Курганний могильник II (археол.) | археологія  |                         | курган      |
| 291  | Сасинівка, с.      | Курганний могильник III (археол.) | археологія  |                         | курган      |
| 292  | Сасинівка, с.      | Курганний могильник IV (археол.) | археологія  |                         | курган      |
| 293  | Сасинівка, с.      | Курганний могильник V (археол.) | археологія  |                         | курган      |
| 294  | Сасинівка, с.      | Курган І (археол.) | археологія  |                         | курган      |
| 295  | Сасинівка, с.      | Курган II (археол.) | археологія  |                         | курган      |
| 296  | Сасинівка, с.      | Братська могила радянських воїнів (1941), пам’ятний знак полеглим землякам (1960) (іст.)                                                                                          | історія     |                         | (1941—1945) |
| 297  | Сасинівка, с.      | Місце поховання жертв Голодомору 1932—1933 рр. (іст.) | історія     |                         | (1932—1933) |
| 298  | Смотрики, с.       | Селище, розвинуте середньовіччя (археол.) | археологія  |                         |             |
| 299  | Смотрики, с.       | Курганний могильник І (археол.) | археологія  |                         | курган      |
| 300  | Смотрики, с.       | Курганний могильник II (археол.) | археологія  |                         | курган      |
| 301  | Смотрики, с.       | Курганний могильник III (археол.) | археологія  |                         | курган      |
| 302  | Смотрики, с.       | Курганний могильник IV (археол.) | археологія  |                         | курган      |
| 303  | Смотрики, с.       | Курганний могильник V (археол.) | археологія  |                         | курган      |
| 304  | Смотрики, с.       | Курган (археол.) | археологія  |                         | курган      |
| 305  | Смотрики, с.       | Братська могила радянських воїнів (1941, 1943), пам’ятний знак полеглим землякам (1957, 1980) (іст.)                                                                              | історія     |                         | (1941—1945) |
| 306  | Смотрики, с.       | Меморіальна дошка на честь Сушка Олексія Івановича учасника бойових дій в Афганістані (1983) (іст.)                                                                               | історія     |                         |             |
| 307  | Смотрики, с.       | Могила Сушка Олексія Івановича, учасника бойових дій в Афганістані (1980) (іст.)                                                                                                  | історія     |                         | могила      |
| 308  | Смотрики, с.       | Могили жертв Голодомору 1932—1933 рр. (іст.) | історія     |                         | (1932—1933) |
| 309  | Теплівка, с.       | Курганний могильник (археол.) | археологія  |                         | курган      |
| 310  | Теплівка, с.       | Курган І (археол.) | археологія  |                         | курган      |
| 311  | Теплівка, с.       | Курган II (археол.) | археологія  |                         | курган      |
| 312  | Теплівка, с.       | Курган III (археол.) | археологія  |                         | курган      |
| 313  | Теплівка, с.       | Братська могила радянських воїнів (1941, 1943), пам’ятний знак полеглим землякам (1956) (іст.)                                                                                    | історія     |                         | (1941—1945) |
| 314  | Теплівка, с.       | Пам’ятна дошка на честь Бідненка Олександра Івановича Героя Радянського Союзу (1975) (іст.)                                                                                       | історія     |                         |             |
| 315  | Теплівка, с.       | Пам’ятна дошка на честь Ремесла Василя Миколпайовича, двічі Героя Соціалістичної Праці (2007) (іст.)                                                                              | історія     |                         |             |
| 316  | Теплівка, с.       | Пам’ятний знак жертвам Голодомору 1932—1933 рр. (іст.) | історія     |                         | (1932—1933) |
| 317  | Теплівка, с.       | Пам’ятник Ульянову (Леніну) Володимиру Іллічу (1967) (іст.) | історія     |                         | ленін       |
| 318  | Усівка, с.         | Поселення І, ранній залізний вік, пізнє середньовіччя (археол.) | археологія  |                         |             |
| 319  | Усівка, с.         | Поселення II, ранній залізний вік (археол.) | археологія  |                         |             |
| 320  | Усівка, с.         | Курганний могильник (археол.) | археологія  |                         | курган      |
| 321  | Усівка, с.         | Братська могила радянських воїнів (1941, 1943), пам’ятний знак полеглим землякам (1957) (іст.)                                                                                    | історія     |                         | (1941—1945) |
| 322  | Усівка, с.         | Могила Прокопенко Параски Данилівни (1981) (іст.) | історія     |                         | могила      |
| 323  | Усівка, с.         | Пам’ятний знак жертвам Голодомору 1932—1933 рр. (іст.) | історія     |                         | (1932—1933) |
| 324  | Харківці, с.       | Харківецький гідрологічний заказник місцевого значення (природа) | природа     |                         |             |
| 325  | Харківці, с.       | Археологічний комплекс: Городище, курганний могильник, ранній залізний вік (археол.)                                                                                              | археологія  |                         |             |
| 326  | Харківці, с.       | Курган (археол.) | археологія  |                         | курган      |
| 327  | Харківці, с.       | Братська могила радянських воїнів (1941, 1 943), пам’ятний знак полеглим землякам (1957) (іст.)                                                                                   | історія     |                         | (1941—1945) |
| 328  | Харківці, с.       | Пам’ятний знак жертвам Голодомору 1932—1933 рр. (іст.) | історія     |                         | (1932—1933) |
| 329  | Червоне, с.        | Поселення, епоха бронзи (археол.) | археологія  |                         |             |
| 330  | Шкурати, с.        | Шкуратівський ботанічний заказник місцевого значення (природа) | природа     |                         |             |
| 331  | Шкурати, с.        | Поселення, епоха бронзи (археол.) | археологія  |                         |             |
| 332  | Шкурати, с.        | Курган І (археол.) | археологія  |                         | курган      |
| 333  | Шкурати, с.        | Курган II (археол.) | археологія  |                         | курган      |
| 334  | Шкурати, с.        | Курган III (археол.) | археологія  |                         | курган      |
| 335  | Шкурати, с.        | Братська могила радянських воїнів (1941), пам’ятний знак полеглим землякам (1957) (іст.)                                                                                          | історія     |                         | (1941—1945) |
| 336  | Яцини, с.          | Курган (археол.) | археологія  |                         | курган      |
| 337  | Яцини, с.          | Братська могила радянських воїнів (1941), пам’ятний знак полеглим землякам (1957) (іст.)                                                                                          | історія     |                         | (1941—1945) |
| 338  | Яцини, с.          | Могила Молдавана Артема Михайловича (1941) (іст.) | історія     |                         | могила      |
| 339  | Яцини, с.          | Могили жертв Голодомору 1932—1933 рр. (іст.) | історія     |                         | (1932—1933) |